# Grignan
Grignan  é uma comuna francesa na região administrativa de Auvérnia-Ródano-Alpes, no departamento de Drôme. Estende-se por uma área de 43,43 km². Em 2010 a comuna tinha 1 607 habitantes (densidade: 37 hab./km²).